# Кониси Юкинага
Кониси Юкинага (яп. 小西行長, ок. 1555 — 6 ноября 1600) — самурайский полководец средневековой Японии периода Адзути-Момояма. Один из известных японских христиан. Командующий дивизией в корейских экспедициях Тоётоми Хидэёси в 1592—1598 годах. Казнён после поражения в битве при Сэкигахаре из-за отказа совершить сэппуку.

## Жизнеописание

### Ранние годы
Про первую половину жизни Кониси Юкинаги известно очень мало. Предполагают, что он происходил из купеческой семьи, которая занималась торговлей лекарствами в городе Сакаи. Согласно отчётам иезуитов XVI века, Юкинага родился в 1555 году (1 год эры Кодзи) в столице Киото, куда из Сакаи переселился его отец, Кониси Рюса. Вероятно, в столице молодой Юкинага впервые познакомился с христианством. Там же он в совершенстве изучил технику владения мечом кэндзюцу.
Отец Юкинаги ведал торговыми делами одного из генералов рода Ода, Хасибы Хидэёси, будущего «объединителя Японии». Последний дружелюбно относился к юному Кониси. Это знакомство сыграло решающую роль в карьере Юкинаги.
В 1570-х годах Кониси Юкинага был принят на службу адъютантом Укиты Наоиэ, обладателя провинций Бидзэн и Мимасака (ныне префектура Окаяма), который находился в вассальной зависимости от рода Мори. Когда в конце 1570-х годов этот род вступил в войну против Оды Нобунаги, Укита переметнулся на сторону последнего. Благодаря своему молодому и талантливому дипломату Юкинаге, удачно проведя переговоры с главнокомандующим силами Оды, Хасибой Хидэёси, Уките удалось избежать перераспределения своих земель и занять высокое положение среди вассалов Нобунаги.
После смерти Укиты Наоиэ в 1581 году (9 год эры Тэнсё), Юкинага оставил сюзеренский дом и был с готовностью принят на службу к Хасибе Хидэёси.

### На службе у Хидэёси
В 1581 году новый хозяин поручил Кониси контроль над важным портом Муроцу в провинции Харима (ныне префектура Хёго) и назначил его надзирателям морских коммуникаций между Харимой и городом Сакаи. Через год Хидэёси передал ему руководство стратегически важным островом Адзуки, сделав Юкинагу ответственным за перевозку и коммуникации восточной части Внутреннего Японского моря. В 1583 году Кониси был назначен «надзирателем кораблей» (舟奉行), то есть главой флота Хидэёси.
В начале 1580-х годов Юкинага сблизился с Такаямой Уконом, лидером японских христиан в регионе Кинки, и под его влиянием принял новую веру. При крещении он получил имя «Аугустино» (Августин).
В 1585 году Кониси в качестве главнокомандующего морскими силами Хидэёси принял участие в уничтожении буддистских повстанцев Сайга и Нэнгоро в провинции Кии. Он руководил артиллерийским обстрелом вражеских укреплений с кораблей.
В 1588 году, за подавление бунтов в провинции Хиго, Юкинага получил от сюзерена три южных уезда этой провинции с центром в замке Уса, ежегодный доход которых составлял 120 тысяч коку. Северные земли достались генералу Като Киёмасе, родственнику Хидэёси, который стремился объединить Хиго под своим началом и из-за это конфликтовал с Кониси. Противостояние между Юкинагой и Киёмасой приобрело религиозную окраску, поскольку первый исповедовал христианство, а второй был адептом наиболее фанатичной буддистской школы Нитирэн. Оба соперника отличались в способах управления своими территориями. Кониси Юкинага оказывал предпочтение мирному управлению краем, способствовал развитию внутренней и внешней торговли, и занимался развитием городов. В противовес этому Като Киёмаса был сторонником «милитаристского способа хозяйствования», накладывал на население высокие военные повинности, удерживал многочисленную армию без особой на то необходимости и укреплял свои земли труднодоступными замками.
Вероятно, в конце 1580-х годов Юкинага женился на дочери властителя Цусимы, Со Ёситоси. Под влиянием Кониси его жена и тесть приняли христианство. В крещении они получили имена «Джуста» и «Дарио».

### Война в Корее

Одна из эмблем камон Кониси Юкинаги — «оберег Гион» с крестообразной фигурой

С началом корейской экспедиции Хидэёси в 1592 году (1 год эры Бункоку) Кониси прибыл на фронт с самурайским отрядом в 7000 человек. По приказу сюзерена ему была поручена авангардная 1-я дивизия числом в 18 700 солдат. Чтобы поощрить Юкинагу к подвигам, Хидэёси предоставил ему право пользоваться фамилией «Тоётоми». Это было очень почётно, поскольку Кониси приравнивался к близким родственникам самого Хидэёси, правителя Японии. В целях стимулирования активных действий Юкинаги на передовой, Хидэёси назначил командиром второй авангардной дивизии его главного оппонента — Като Киёмасу. Во время всех военных операций в Корее эти два полководца старались превзойти друг друга.
На войне Юкинага проявил себя одарённым командующим. 25 мая 1592 года его войска первыми взяли корейский город Пусан, а в июне — столицу Кореи, Сеул. Победы войск Кониси настолько радовали Хидэёси, что он обещал отдать ему в награду треть земель Корейского полуострова.
После падения Сеула первая дивизия Юкинаги двинулась на север и в конце июля захватила Пхеньян. В августе под его стенами Кониси разгромил первый китайский контингент, который пришел на помощь корейцам. Однако с началом 1593 года 150-тысячная китайская армия под командованием Ли Жусуна заставила Юкинагу покинуть город и отступить в Сеул.
27 февраля 1593 года в битве при Пёкчегван японцы дали отпор объединённой китайско-корейской армии и остановили её продвижение на юг полуострова. Однако сил продолжать завоевания Кореи у самураев не было — сказывалось отсутствие пополнений личного состава и деятельность корейских партизан в тылу. Корейский флот захватил инициативу на море и перерезал связь японцев с родиной. Экспедиционные силы оказались изолированными на вражеской территории, без поддержки местного населения и провианта. В такой ситуации боевой дух самурайских войск падал.
Чтобы спасти армию от голода и истребления, Кониси Юкинага в июне 1593 года начал переговоры с китайским командованием о мирном урегулировании конфликта. Самураи отступили из Сеула до южного побережья Корейского полуострова. В Японию были отправлены китайские посланцы для выработки условий мира. Их принял Исида Мицунари, один из самых талантливых советников Хидэёси, который, как и Кониси, понимал пагубность продолжения войны. Несмотря на катастрофическое положение самурайских войск в море, японский правитель Тоётоми Хидэёси предъявлял завышенные требования к Китаю и Корее. Его страсти подогревал давний оппонент Кониси, Като Киёмаса, который направил в Японию двух пленных корейских принцев как доказательство «победной войны». Видя, что переговорный процесс может зайти в тупик из-за нежелания Хидэёси воспринимать реальное положение дел в Корее, Юкинага и Мицунари решили заключить мир тайно, за спиной своего сюзерена.
В 1594 году вассал Кониси Юкинаги, Найто Тадаясу, был отправлен в Пекин для подписания мира. Его заключили на китайских условиях. Японцы должны были немедленно вывести свои войска из Кореи. Как уступку, китайский император давал Тоётоми Хидэёси ярлык вассального «короля Японии». В 1596 году текст договора и грамота императора Мин прибыли с посольством в Японию. Хидэёси любезно принял их, но когда узнал, что мир подписан вопреки его требованиям, сильно разозлился, выгнал послов и приказал казнить Кониси Юкинагу как ответственного за переговоры.
В ответ на «наглые предложения» китайцев Хидэёси приказал возобновить завоевание Кореи. Поскольку способных командиров, которые бы имели ценный боевой опыт и знали Корею, было мало, он помиловал Юкинагу и назначил его командиром 2-й авангардной дивизии, «генералом левой армии», всего в 14 700 человек.
Новая экспедиция вначале также была удачной. Японцы покорили провинцию Кёсан в мае 1597 года и построили в ней свои укрепления. Впоследствии они завоевали главный оплот корейских партизан в провинции Чолла, при получении которой особенно отличились самураи Юкинаги. Однако осенью японцев контратаковали китайско-корейские объединённые силы, которые отодвинули противника до южного побережья полуострова. Самураи были вынуждены перейти к позиционной обороне. Поскольку корейский флот вновь захватил главенство на море, японцы оказались отрезанными от родины. Китайско-корейская армия непрестанно атаковала прибрежные замки, последние укрепления самураев. Кониси удерживал замок Сунчхон и дважды успешно отразил штурмы преобладающего численно врага.
18 сентября 1598 года умер правитель Японии Тоётоми Хидэёси. Его полномочия взял на себя совет пяти старейшин, который принял решение об эвакуации японских войск из Кореи и прекращении войны. Самураи начали отступление, но им стал помехой корейский флот. 16 декабря в битве в заливе Норянг он потопил больше половины кораблей противника, которые возвращались в Японию. Отступающим угрожало полное уничтожение, если бы не суда Кониси Юкинаги и Симадзу Ёсихиро, которые, невзирая на большие потери, смогли во время боя потопить флагманский корабль корейцев. Последние прекратили преследование, и самурайская экспедиционная армия вернулась домой.

### Битва при Сэкигахаре
В 1600 году вспыхнул конфликт между Токугавой Иэясу и Исидой Мицунари из-за председательства в семье Тоётоми после смерти Хидэёси. Первый возглавил так называемую «Восточную коалицию», в которую входили преимущественно правители Восточной Японии, а второй — «Западную», к которой присоединились большинство самураев запада страны. Юкинага вступил в «Западную коалицию» Исиды. Иезуитские священники советовали Кониси присоединиться к Токугаве, но он отказался.
В решающем бою при Сэкигахаре 21 октября 1600 года, Кониси командовал 6 тысячами солдат (по другим версиям — 4 тысячами) «Западной коалиции». Его позиции находились слева от сил Укиты Хидэиэ, на передней линии фронта. В восемь часов утра его атаковали четыре отряда армии «Восточной коалиции» под командованием Тэрадзавы Хиротаки (2400), Фуруты Сигэкацу (1200), Канамори Нагатики (1140) и Оды Нагамасу (450). Юкинага умело отражал все атаки противника, нанося значительные потери наступающим аркебузным огнём. Когда враг собрался бежать, поступило срочное сообщение, что генерал «Западной коалиции» Кобаякава Хидэаки предал её и перешёл на сторону противника. Его силы ударили по левому флангу армии Укиты Хидэиэ, разгромили её и налетели на позиции Кониси. Несмотря на отчаянные попытки противостоять натиску врага с обеих сторон, малочисленное войско Юкинаги было вскоре уничтожено. Сам Кониси отступил с поля боя к горе Ибукияма в провинции Оми. Не желая терпеть горечь поражения, но и не будучи в состоянии совершить сэппуку из-за своих христианских убеждений, он добровольно сдался победителям.
6 ноября 1600 в Киото Кониси и Исиде Мицунари отрубили головы. По преданию иезуитов, во время казни он, молясь, держал в руках образы Христа и Девы Марии, которые прислала ему королева Португалии. Хотя Юкинага относился немного прохладно к христианству после издания указа об изгнании миссионеров из Японии (1588), Церковь считает, что он осуществил своё призвание, поскольку именно из-за христианских побуждений отказался наложить на себя руки.
12-летнего старшего сына Юкинаги также казнили. Предполагают, что у Кониси был ещё один сын, который спасся от репрессий и поступил на службу к роду Курода, одного из христианских самурайских родов на острове Кюсю. Однако впоследствии, по приказу сёгуната, его выслали из Японии в Макао и убили руками наёмного убийцы. Жену Юкинаги заточили в монастыре в Нагасаки, где она умерла в 1605 году. Прямая линия рода Кониси была прервана.